# 全伯罗奔尼撒体育场
全伯罗奔尼撒体育场（希臘語：Παμπελοποννησιακό Στάδιο），希腊帕特雷市的一个体育场。该体育场于1981年建成,当时称作帕特雷民族体育场（希臘語：Εθνικό Στάδιο Πατρών）。2002年，体育场重建；2004年8月8日，体育场重新开放，并作为2004年夏季奥运会的足球比赛场地。